# أويتا ترينيتا
أويتا ترينيتا (باليابانية: 大分トリニータ) هو نادي كرة قدم ياباني وهو نادي أساسي في اليابان. وقد تأسس سنة 1994. مقر النادي هي مدينة أويتا، محافظة أويتا.

## أهم اللاعبين الذين لعبوا للعين خلال تاريخه
- لورينزو ستالينز
- ماغنو ألفيس
- ريكاردو لوكاس
- إدوين إيفانيي
- ريتشارد ويتشغه